# Ukształtowanie powierzchni Tetydy

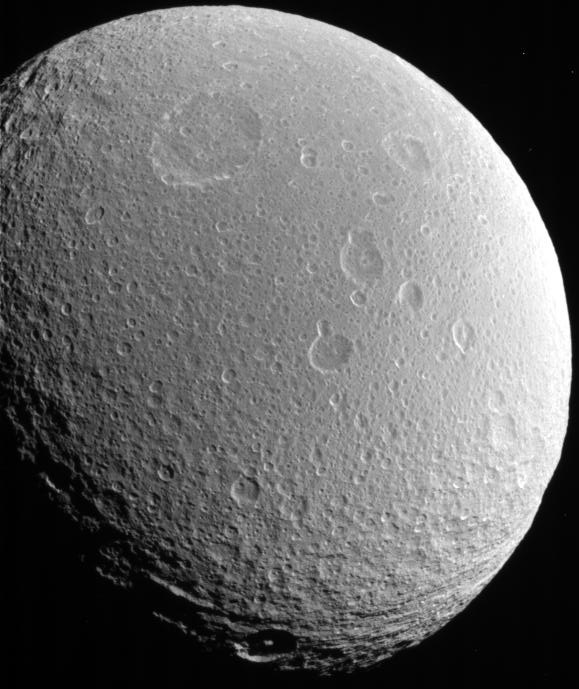
Tetyda - mozaika zdjęć ukazująca szczegóły powierzchni (Cassini)

Na powierzchni Tetydy, księżyca Saturna można wyróżnić następujące formacje geologiczne:
- Chasma, chasmata (łac. kanion)
- Kratery
- Mons, montes (łac. góry)

Poniżej znajdują się spisy wymieniające nazwane formy geologiczne, należące do każdej z kategorii.
Nazwy formacji geologicznych na Tetydzie pochodzą od postaci i miejsc z Iliady i Odysei.

## Chasma
| Chasma        | Koordynaty                           | Średnica (km) | Pochodzenie nazwy               |
| ------------- | ------------------------------------ | ------------- | ------------------------------- |
| Ithaca Chasma | ⌘ 14,0°S 6,1°W/-14,000000 -6,100000  | 1219          | Itaka, rodzinna wyspa Odyseusza |
| Ogygia Chasma | ⌘ 56,0°N 95,2°W/56,000000 -95,200000 | 120           | Ogygia, rodzina wyspa Kalipso   |

## Kratery
| Krater       | Koordynaty                                | Średnica (km) | Pochodzenie nazwy                                                     |
| ------------ | ----------------------------------------- | ------------- | --------------------------------------------------------------------- |
| Achilles     | ⌘ 0,60°N 324,38°W/0,600000 -324,380000    | 58,6          | Achilles, syn króla Peleusa i nimfy Tetydy                            |
| Aietes       | ⌘ 41,44°S 6,23°W/-41,440000 -6,230000     | 91            | Ajetes, brat Kirke                                                    |
| Ajax         | ⌘ 28,41°S 282,00°W/-28,410000 -282,000000 | 88            | Ajaks, uczestnik wojny trojańskiej                                    |
| Alcinous     | ⌘ 30,31°N 212,61°W/30,310000 -212,610000  | 50            | Alkinoos, król Feaków, mąż Arete                                      |
| Amphinomus   | ⌘ 14,87°S 128,70°W/-14,870000 -128,700000 | 13,6          | Amfinomos, zalotnik Penelopy, zabity przez Telemacha                  |
| Anticlea     | ⌘ 51,31°N 32,37°W/51,310000 -32,370000    | 100,7         | Antikleja, matka Odyseusza                                            |
| Antinous     | ⌘ 59,89°S 286,15°W/-59,890000 -286,150000 | 138           | Antinoos, przywódca zalotników zabity przez Odyseusza                 |
| Arete        | ⌘ 4,67°S 299,00°W/-4,670000 -299,000000   | 13            | Arete, żona Alkinoosa                                                 |
| Circe        | ⌘ 12,60°S 54,66°W/-12,600000 -54,660000   | 79            | wróżbitka Kirke, zamieniła towarzyszy Odyseusza w świnie              |
| Demodocus    | ⌘ 59,37°S 18,21°W/-59,370000 -18,210000   | 125           | Demodokos, ślepy śpiewak                                              |
| Diomedes     | ⌘ 38,12°N 289,42°W/38,120000 -289,420000  | 48,57         | Diomedes, syn Tydeusa, król Argos                                     |
| Dolios       | ⌘ 30,15°S 210,33°W/-30,150000 -210,330000 | 190           | Dolios, stary służący Penelopy                                        |
| Elpenor      | ⌘ 53,43°N 263,69°W/53,430000 -263,690000  | 60            | Elpenor, towarzysz Odyseusza                                          |
| Euanthes     | ⌘ 7,86°N 238,91°W/7,860000 -238,910000    | 33            | Euantes, ojciec Marona                                                |
| Eumaeus      | ⌘ 23,10°N 51,12°W/23,100000 -51,120000    | 30            | Eumajos, wierny świniopas Odyseusza                                   |
| Eupithes     | ⌘ 18,71°N 171,21°W/18,710000 -171,210000  | 22,3          | Eupejtes, ojciec Antinousa                                            |
| Eurycleia    | ⌘ 52,54°N 246,50°W/52,540000 -246,500000  | 31            | Eurykleja, piastunka Odyseusza                                        |
| Eurylochus   | ⌘ 5,07°S 27,68°W/-5,070000 -27,680000     | 44,8          | Eurylochos, towarzysz Odyseusza                                       |
| Eurymachus   | ⌘ 35,65°S 65,00°W/-35,650000 -65,000000   | 38,4          | Eurymachos, jeden z czołowych zalotników Penelopy                     |
| Halius       | ⌘ 44,40°N 4,96°W/44,400000 -4,960000      | 29,5          | Halios, syn Alkinoosa i Arete                                         |
| Hermione     | ⌘ 38,40°S 148,69°W/-38,400000 -148,690000 | 68,2          | Hermiona, córka Menelaosa i Heleny                                    |
| Icarius      | ⌘ 5,89°S 305,85°W/-5,890000 -305,850000   | 54,4          | Ikarios, ojciec Penelopy                                              |
| Irus         | ⌘ 27,00°S 244,81°W/-27,000000 -244,810000 | 26,5          | Iros, żebrak                                                          |
| Laertes      | ⌘ 46,36°S 67,46°W/-46,360000 -67,460000   | 51,13         | Laertes, ojciec Odyseusza                                             |
| Leocritus    | ⌘ 21,53°N 118,66°W/21,530000 -118,660000  | 12,5          | Leokritos, jeden z zalotników Penelopy                                |
| Leucothea    | ⌘ 4,26°S 123,84°W/-4,260000 -123,840000   | 13,8          | Leukotea zwana również Ino, bogini morska                             |
| Maron        | ⌘ 2,52°N 119,33°W/2,520000 -119,330000    | 11,8          | Maron, syn Euantesa, kapłan Apolla w Ismarze                          |
| Medon        | ⌘ 25,50°N 143,31°W/25,500000 -143,310000  | 18,7          | Medon, herold Odyseusza w Itace                                       |
| Melanthius   | ⌘ 58,50°S 192,61°W/-58,500000 -192,610000 | 250           | Melantios, nielojalny pasterz Odyseusza                               |
| Mentor       | ⌘ 0,25°N 44,16°W/0,250000 -44,160000      | 62            | Mentor, przyjaciel Odyseusza                                          |
| Naubolos     | ⌘ 72,19°S 305,18°W/-72,190000 -305,180000 | 54,5          | Naubolos, ojciec Euryalosa                                            |
| Nausicaa     | ⌘ 84,4°N 5,0°W/84,400000 -5,000000        | 69            | Nauzykaa, córka Alkinoosa                                             |
| Neleus       | ⌘ 19,38°S 25,72°W/-19,380000 -25,720000   | 37,6          | Neleus, ojciec Nestora                                                |
| Nestor       | ⌘ 54,00°S 64,81°W/-54,000000 -64,810000   | 38,2          | Nestor, mądry, stary król                                             |
| Odyseusz     | ⌘ 32,82°N 128,89°W/32,820000 -128,890000  | 445           | Odyseusz                                                              |
| Oenops       | ⌘ 28,13°N 93,44°W/28,130000 -93,440000    | 25,7          | Oenops, ojciec Leodesa, jednego z zalotników Penelopy                 |
| Ormenus      | ⌘ 20,39°S 43,85°W/-20,390000 -43,850000   | 39,8          | Ormenos, ojciec Ktezjosa                                              |
| Penelope     | ⌘ 10,83°S 249,22°W/-10,830000 -249,220000 | 207,5         | Penelopa, wierna żona Odyseusza                                       |
| Periboea     | ⌘ 8,00°N 34,86°W/8,000000 -34,860000      | 51            | Periboja, matka Nausitoosa                                            |
| Phemius      | ⌘ 11,32°N 286,22°W/11,320000 -286,220000  | 75,9          | Femios, jeden z zalotników Penelopy                                   |
| Philoetius   | ⌘ 2,32°N 184,71°W/2,320000 -184,710000    | 28,3          | Filojtios, pasterz trzody Odyseusza                                   |
| Polycaste    | ⌘ 1,38°N 86,41°W/1,380000 -86,410000      | 23            | Polikasta, córka Nestora                                              |
| Polyphemus   | ⌘ 3,48°S 282,98°W/-3,480000 -282,980000   | 73            | Polifem, cyklop                                                       |
| Poseidon     | ⌘ 55,71°S 101,30°W/-55,710000 -101,300000 | 63            | Posejdon, bóg mórz                                                    |
| Rhexenor     | ⌘ 75,63°S 65,22°W/-75,630000 -65,220000   | 38            | Reksenor, brat Alkinoosa                                              |
| Salmoneus    | ⌘ 1,77°S 335,18°W/-1,770000 -335,180000   | 93            | Salmoneus, ojciec Tyro                                                |
| Teiresias    | ⌘ 60,39°N 0,83°W/60,390000 -0,830000      | 14,5          | Tejrezjasz, prorok                                                    |
| Telemachus   | ⌘ 54,00°N 339,38°W/54,000000 -339,380000  | 92            | Telemach, syn Odyseusza                                               |
| Telemus      | ⌘ 34,53°S 356,89°W/-34,530000 -356,890000 | 320           | Telemos, prorok                                                       |
| Theoclymenus | ⌘ 14,43°S 205,63°W/-14,430000 -205,630000 | 34,3          | Teoklymenos, ścigany prorok, znajduje schronienie na statku Telemacha |

## Montes
| Montes         | Koordynaty                         | Średnica (km) | Pochodzenie nazwy                                         |
| -------------- | ---------------------------------- | ------------- | --------------------------------------------------------- |
| Scheria Montes | ⌘ 30°N 131°W/30,000000 -131,000000 | 185           | Scheria, wyspa, którą Odyseusz odwiedził w drodze do domu |